# Rechtsförmlichkeit
Die Rechtsförmlichkeit oder Legistik ist die Lehre und die Regelung der formalen Gestaltung und Verwaltung von Rechtsvorschriften.

## Deutschland
„Das Handbuch ist als praktische Arbeitshilfe für alle konzipiert, die Rechtsvorschriften entwerfen oder prüfen. Das Handbuch berücksichtigt die dafür maßgebenden rechtlichen Vorgaben einschließlich des verfassungsrechtlichen Rahmens und der GGO sowie Erfahrungen aus der Rechtsetzungspraxis.“

Im genannten Handbuch finden sich zahlreiche Regelungen zu folgenden Gesichtspunkten:
- Zitierweise u. a. von Rechtsvorschriften
- Gebrauch von Abkürzungen
- Handhabung von Verweisen
- Schreibung von Zahlen, Brüchen, Geldbeträgen
- Typografie
- gesetzgeberisch sensible Materie wie geeigneter Sprach- und Wortgebrauch im Kontext von
  - Stamm- und Änderungsgesetzen
  - Rechtsverordnungen
  - Europarecht
  - völkerrechtlichen Vereinbarungen.[2]

Am 31. Oktober 2024 wurde eine Neufassung des Handbuchs veröffentlicht, die ab der 21. Legislaturperiode des Deutschen Bundestags Anwendung findet.
In vielen Bundesländern bestehen zusätzlich eigene Regelungen, so z. B. in Bayern die Redaktionsrichtlinien und in Nordrhein-Westfalen die Sonderregelungen in der Gemeinsamen Geschäftsordnung (GGO) und insbesondere in den Anlagen zu dieser.

## Österreich
In Österreich ist der Verfassungsdienst (Sektion V des Bundeskanzleramtes) für die Erarbeitung und Weiterentwicklung der legistischen Richtlinien zuständig. In den einzelnen Bundesministerien gibt es zur Erarbeitung von Gesetzestexten (Ministerialentwürfen) jeweils eine eigene Abteilung oder Sektion, zum Beispiel die Sektion III (Recht) Abteilung Legistik im Innenministerium.
Der Verfassungsdienst stellt die jeweils gültigen Bestimmungen im Bereich der Rechtssetzungstechnik im Internet auf der Homepage des Verfassungsdienstes zur Verfügung. Im Begutachtungsverfahren äußert sich der Verfassungsdienst oft mit Anliegen gesetzestechnischer Natur.
Eigene Regelungen bestehen etwa in den Bundesländern Niederösterreich, Steiermark und Vorarlberg.

## Schweiz
In der Schweiz ist die Sektion Recht der Bundeskanzlei verantwortlich. Es gelten Gesetzestechnische Richtlinien des Bundes sowie Richtlinien der Kantone und kommunaler Körperschaften.

## Liechtenstein
Der Rechtsdienst der Regierung überprüft Entwürfe zu Rechtsvorschriften und hat 1990 Legistische Richtlinien ausgearbeitet.

## Weitere deutschsprachige Gebiete

### Südtirol
In Südtirol liegt die Zuständigkeit beim Amt für Rechts- und Gesetzgebungsangelegenheiten des Landtages und bei der Anwaltschaft des Landes. Es gibt Legistische Richtlinien, publiziert im Rundschreiben der Generaldirektion vom 2. Jänner 1997.

### Ostbelgien
Die Zentrale Dienststelle für Deutsche Übersetzungen (ZDDÜ) in Malmedy erstellt deutsche Übersetzungen belgischer Gesetze und stellt die dreisprachige Terminologiedatenbank Semamdy zur Verfügung.

## Europäische Union
Bei der Europäischen Union ist der Juristische Dienst der Europäischen Kommission, Team „Qualität der Gesetzgebung“ zuständig. Als interinstitutionelle Regelung dient ein Gemeinsamer Leitfaden für Personen, die an der Abfassung von Rechtstexten der Europäischen Union mitwirken, der durch ein Gemeinsames Handbuch zur Abfassung von Rechtsakten im ordentlichen Gesetzgebungsverfahren konkretisiert wird.

## Gliederung und Zitierweise eines typischen Rechtsakts
| Deutschland | Deutschland        |  | Österreich | Österreich |  | Schweiz, Liechtenstein | Schweiz, Liechtenstein |  | EU         | EU          |
| Gliederung  | Zitat              |  | Gliederung | Zitat      |  | Gliederung             | Zitat                  |  | Gliederung | Zitat       |
| ----------- | ------------------ |  | ---------- | ---------- |  | ---------------------- | ---------------------- |  | ---------- | ----------- |
| § 1         | § 1                |  | § 1        | § 1        |  | Art. 1                 | Artikel 1 (Art. 1)     |  | Artikel 1  | Artikel 1   |
| (1)         | Absatz 1           |  | (1)        | Abs. 1     |  | ¹                      | Absatz 1 (Abs. 1)      |  | (1)        | Absatz 1    |
|             | Satz 1             |  | 1.         | Z 1        |  | a.                     | Buchstabe a (Bst. a)   |  | a)         | Buchstabe a |
| 1.          | Nummer 1           |  | a)         | lit. a     |  | 1.                     | Ziffer 1 (Ziff. 1)     |  | 1.         | Nummer 1    |
| a)          | Buchstabe a        |  | aa)        | sublit. aa |  | –                      | erster Strich          |  | i)         | Ziffer i    |
| aa)         | Doppelbuchstabe aa |  |            |            |  |                        |                        |  |            |             |

Die Regelungen subnationaler Einheiten (Bundesländer, Kantone) können abweichen. In Bayern etwa sind Stammgesetze in Artikel gegliedert, und mehrere Sätze in einem Absatz werden durch voran- und hochgestellte Zahlen gekennzeichnet. Umgekehrt werden in einigen Schweizer Kantonen (AG, BL, BS, LU, SZ, SO, TG, ZG, ZH) in der Regel Paragrafen verwendet.

## Weitere Länder
Auch in anderen Ländern gibt es entsprechende Regeln zur Abfassung von Rechtsvorschriften, beispielsweise in Italien und Polen.